# Jagdstaffel 38
La Jagdstaffel 38 (in tedesco: Königlich Preußische Jagdstaffel Nr 38, abbreviato in Jasta 38) era una squadriglia (staffel) da caccia della componente aerea del Deutsches Heer, l'esercito dell'Impero tedesco, durante la prima guerra mondiale (1914-1918).

## Storia
La Jagdstaffel 38 venne fondata il 30 giugno 1917 a Hudova, Macedonia con personale e mezzi provenienti da tre diverse squadriglie preesistenti: la Kampfgeschwader 1, la compagnia di avvistamento Flieger-Abteilung 30 e la squadriglia Vardar. Ottenne la prima vittoria aerea il 29 ottobre 1917.
Il Leutnant Fritz Thiede fu l'ultimo Staffelführer (comandante) della Jagdstaffel 38 dal 12 giugno 1918 fino alla fine della guerra.
Alla fine della prima guerra mondiale alla Jagdstaffel 38 vennero accreditate 17 vittorie aeree. Di contro, la squadriglia perse 1 pilota, 1 morì in incidente di volo e 1 fu ferito in azione.

## Lista dei comandanti della Jagdstaffel 38
Di seguito vengono riportati i nomi dei piloti che si succedettero al comando della Jagdstaffel 38.
| Grado        | Nome           | Periodo                           |
| ------------ | -------------- | --------------------------------- |
| Oberleutnant | Rudolf Bohm    | 1 luglio 1917 - 6 novembre 1917   |
| Oberleutnant | Kurt Grasshoff | 6 novembre 1917 - 12 giugno 1918  |
| Leutnant     | Fritz Thiede   | 12 giugno 1918 - 11 novembre 1918 |

## Lista delle basi utilizzate dalla Jagdstaffel 38
- Hudova, Macedonia